# The Selfish Woman
The Selfish Woman er en amerikansk stumfilm fra 1916 af E. Mason Hopper og George Melford.

## Medvirkende
- Wallace Reid som Tom Morley.
- Cleo Ridgely som Alice Hale Morley.
- Edythe Chapman som Mrs. Hale.
- Charles Arling som Thomas Morley Senior.
- Joe King som Donald McKenzie.